# Проспект Дружбы (Курск)
Проспе́кт Дру́жбы — проспект в Северо-Западном микрорайоне Центрального округа города Курска. Проспект проходит с востока на запад (далее на юго-запад): от улицы 50 лет Октября до улицы Просторной; имеет протяжённость 3,6 км.

Проспект Дружбы является основной артерией для соединения Первого Северо-Западного микрорайона с городом, а также прилегающий частный сектор к улице.

## Пересекает или соприкасается с улицами
- улица 50 лет Октября
- Веспремская улица
- проспект Энтузиастов
- проезд Сергеева
- Орловская улица
- улица Памяти
- Литературная улица
- 1-я Поэтическая улица
- 1-й Поперечный переулок
- 2-я Поэтическая улица
- 2-й Поперечный переулок
- Кленовая улица
- Просторная улица

## Примечательные здания и сооружения

### По нечётной стороне
- Торгово-Развлекательный центр Европа 20 (Супер-Центр Европа), проспект Дружбы, 9А
- храм мучениц Веры, Надежды, Любви и матери их Софии, проспект Дружбы, 9К4 и 9К2

### По чётной стороне
- Дом культуры «Гелиос», улица 50 лет Октября, 102
- Детская Школа Искусств № 7, проспект Дружбы, 18
- Кинотеатр «Сказка», проспект Дружбы, 18

## Транспорт
Движение общественного транспорта по проспекту Дружбы осуществляется автобусами, маршрутными такси и троллейбусами.
Ближайшая остановка общественного транспорта к началу улицы — «Проспект Дружбы»:
Автобус: 10м, 28м, 41, 43г, 73м, 80м, 84г, 85м, 89г.
Троллейбус: № 2, 9.
Ближайшая остановка к концу проспекта — «Кленовая улица»:
Автобус: 43г, 89г.